# Gelena Topilina
Gelena Dmitrievna Topilina (in russo Гелена Дмитриевна Топилина?; Zelenograd, 11 gennaio 1994) è una sincronetta russa medaglia d'oro nella gara a squadre alle Olimpiadi di Rio de Janeiro 2016.

## Carriera
Già campionessa europea giovanile nel 2011 con la squadra russa, Topilina debutta agli Europei di Berlino 2014 vincendo due medaglie d'oro nella gara a squadre. L'anno successivo vince i suoi primi titoli mondiali ai campionati di Kazan', e alle Olimpiadi di Rio de Janeiro 2016 conquista la medaglia d'oro.

## Palmarès
- Giochi olimpici

Rio de Janeiro 2016: oro nella gara a squadre.
- Mondiali di nuoto

Kazan' 2015: oro nella gara a squadre (programma libero e tecnico) e nel libero combinato.
- Europei di nuoto

Berlino 2014: oro nella gara a squadre.
Londra 2016: oro nella gara a squadre (programma tecnico) e nel libero combinato.